# ميرك شاه أندرابي
ميرك شاه أندرابي (1306 - 1393 هـ / 1888 - 1973 م) هو عالم باكستاني.
هو ميرك شاه بن شاه مصطفى أندرابي الكشميري. ولد في محلة ميرة (الجزء الباكستاني من كشمير) ، حفظ القرآن، وتلقى مبادئ العلوم على النظام الديني المعروف بين مسلمي الهند «درس نظامي» ، والتحق بدار العلوم في ديوبند وتخرّج فيها. ثم التحق بجامعة البنجاب ، وتخرج فيها 1920 م. اشتغل بعدها بالتدريس بمؤسسات مختلفة، كبعض مدارس مراد آباد ، ثم في دار العلوم بديوبند (1941 م)، وعمل معلمًا في قسم اللغة الفارسية في كلية لاهور، و المدرسة الأشرفية، و جامعة أطهر.
كما انتسب الأندرابي إلى حركات التصوف، على الطريقة القادرية والجشتية، أخذها عن أشرف علي التهانوي. توفي في مدينة لاهور.

## آثاره
من آثاره:
1. «شرح سبعة معلقة» (المعلقات السبع)،
2. «شرح قصيدة بانت سعاد» (بالفارسية)،
3. «شرح قصيدة غوثيه» (بالفارسية)،
4. ترجمة قرآن (ترجمة لمعاني القرآن الكريم إلى الكشميرية).[1]